# 7101 Харітіна
7101 Харітіна (7101 Haritina, 1930 UX, 1958 VC, 1977 DW, 1986 XQ) — астероїд головного поясу.
Тіссеранів параметр щодо Юпітера — 3.560.